# Magliana
Magliana è la zona urbanistica 15E del Municipio Roma XI di Roma Capitale. Si estende sulla zona Z. XL Magliana Vecchia.
Prende il nome dal corso d'acqua che vi scorre, la Magliana.

## Geografia fisica

### Territorio
La zona confina:
- a nord con le zone urbanistiche 16C Pisana e 16B Buon Pastore
- a est con le zone urbanistiche 15F Corviale, 15D Trullo e 12X Tor di Valle
- a sud con la zona urbanistica 11B Valco San Paolo e 15C Pian due Torri
- a sud-ovest con la zona urbanistica 15G Ponte Galeria

## Storia
Con il nome di "Magliana", la popolazione ha sempre identificato soprattutto l'area del quartiere Portuense, precisamente la zona urbanistica Pian due Torri, in quanto anch'essa attraversata dalla via della Magliana e molto più popolosa di questa zona.
Risale al XV secolo la destinazione del luogo a territorio di caccia, quando il cardinale Raffaele Riario nel 1480 fece edificare una costruzione in onore del duca di Sassonia per riposarvi dopo le fatiche della caccia. Innocenzo VIII, trovando il luogo gradito per l'amenità del terreno e la bellezza del paesaggio circostante, ristrutturò gli edifici esistenti e costruì una villa, conosciuta come Castello della Magliana.
I papi che si succedettero ampliarono il castello e lo abbellirono con un giardino e una cappella decorata con affreschi della scuola di Raffaello dedicata a S. Giovanni Battista, da cui il nome odierno del vicino ospedale dei Cavalieri di Malta. Intorno alla metà del '700 la villa papale, in rovina, venne abbandonata. Dal 1957 è di proprietà del Sovrano Militare Ordine di Malta, che ne ha curato il restauro.
Tutta la cronaca relativa alla omonima banda della Magliana e le diffamazioni che ne sono conseguite a causa del loro operato e di altri episodi cruenti come quello del Canaro (tosacani del quartiere), hanno sempre fatto riferimento alla Magliana, in quanto una parte degli esponenti della banda abitava nei nuovi palazzi costruiti, nei primi anni Settanta, nella vicina zona di Pian due Torri chiamata, nel gergo immobiliare, "Nuova Magliana".

## Infrastrutture e trasporti
|  | È raggiungibile dalla stazione di Muratella. |

## Sport

### Calcio
- A.S.D. Polisportiva Pian Due Torri (colori sociali Giallo Blu) che, nel campionato 2019-20, milita nel campionato maschile di Promozione.[1]